# ساعت رسمی مصر
|  | یوتی‌سی ۲:۰۰+              | ساعت رسمی مصر                                                                                              |
|  | یوتی‌سی ۲:۰۰+ یوتی‌سی ۳:۰۰+ | زمان اروپای شرقی / زمان استاندارد اسرائیل / زمان در فلسطین ساعت تابستانی اروپای شرقی ساعت تابستانی اسرائیل |
|  | یوتی‌سی ۳:۰۰+              | یوتی‌سی ۳:۰۰+ / زمان در ترکیه                                                                               |
|  | یوتی‌سی ۳:۳۰+              | ساعت رسمی ایران                                                                                            |
|  | یوتی‌سی ۴:۰۰+              | یوتی‌سی ۴:۰۰+                                                                                               |

زمان استاندارد مصر   در یوتی‌سی ۲:۰۰+ است.
در ۲۱ آوریل ۲۰۱۱، مصر استفاده از تغییر ساعت تابستانی را متوقف کرد. در حال حاضر، زمان استاندارد مصر در طول تمام سال بدون هیچ تغییری در تابستان استفاده می‌شود.